# Jules Hamel
Pour les articles homonymes, voir Hamel.
Jules Hamel, né le 25 mai 1938 à Amsterdam, est un acteur et chanteur néerlandais.

## Filmographie

### Cinéma et téléfilms
- 1960 : De zaak M.P. (nl)
- 1966 : Ceasar and Cleo
- 1971 : Wat Zien Ik!? (nl) : Sjaak
- 1971 : Kees de jongen (nl)
- 1975 : Rooie Sien (nl) : L'artiste Jan Meier
- 1981 : Mata Hari
- 1981 : Mensen Zoals Jij en Ik : Le politicien
- 1982 : De Moeder van David S. : Simon
- 1983 : Willem van Oranje (nl) : Jan van Nassau-Dillenburg
- 1983 : De Zwarte Ruiter (nl) : Schellekens
- 1986 : Dossier Verhulst (nl) : Roel Smits
- 1987 : Moordspel (nl) : Martijn Lietaard
- 1988 : Mijn idee (nl) : Vader van Evelien
- 1990 : Medisch Centrum West (nl) : Martijn Oomen
- 1990 : De Brug (nl) : NSB'er Woudstra
- 1991 : Medisch Centrum West (nl) : Martijn Oomen
- 1992 : Spijkerhoek (nl) : Johannes Dekker
- 1993 : Vrouwenvleugel (nl) : Lodewijk Zandbergen
- 1993 : Ha, die Pa! (nl) : Docteur Peters
- 1993-1994 : Diamant (nl) : Thomas van Tellingen
- 1996 : Baantjer : Docteur Jan-Willem van der Molen
- 1997 : Kind aan huis (nl) : Arthur van der Linden
- 2000 : Wildschut & De Vries (nl) : Johan van Raemsdonck
- 2000-2003 : Westenwind (nl) : Bas Janssen
- 2001 : Spangen (nl) : Rob Alferts
- 2002 : Goede tijden, slechte tijden : Maximiliaan Sanders
- 2005 : Grijpstra & De Gier (nl) : Leo Corbijn
- 2005-2007 : Keyzer & De Boer Advocaten : Rechter Weerdenstein

## Discographie

### Album studio
- 1975 : Liedjes Uit De Film Rooie Sien (Original Motion Picture Soundtrack) ft. Willeke Alberti